# Kassa Balcha
Kassa Balcha (ur. 5 grudnia 1955) – etiopski lekkoatleta, średniodystansowiec.

## Osiągnięcia
- złoty medal w drużynie podczas mistrzostw świata w przełajach (Lizbona 1985)

W 1980 reprezentował Etiopię podczas igrzysk olimpijskich w Moskwie, gdzie odpadł w eliminacjach na 1500 metrów. Ostatecznie sklasyfikowano go na 20. pozycji.

## Rekordy życiowe
- bieg na 1500 metrów – 3:41.0 (1981)